# 531
531 је била проста година.

## Догађаји
- 19. април — Бројчано надмоћнија источноримска војска предвођена Велизаром поражена од стране Сасанидских Персијанаца у бици код Калиника на Еуфрату.

- Цар Јустинијан I преговара о прекиду непријатељстава, а Велизар је слављен као херој.
- Франци под краљем Хлотаром I марширају против Тирингија са Хлотаровим нећаком Теудебертом I. Краљевина Тирингија долази под франачку доминацију.
- Основана је Бела Србија или Бојка, према наводима византијског цара Константина VII Порфирогенита (913—959) у спису „О управљању царством“
- Херманафрида, последњег краља Тирингија, поразили су Франци код реке Унструт. Током преговора потиснут је са градских зидина Зулиха.
- Краљ Чајлдеберт I прима молбе од своје сестре Клотилде, жене краља Амалариха, тврдећи да ју је муж злостављао. Чајлдеберт напада Септиманију (Галију).
- Чајлдеберт I побеђује Визиготе и осваја престоницу Нарбон. Амаларих бежи на југ у Барселону, где га убију његови људи.
- Клотилда се враћа са франачком војском и умире на путу кући. Сахрањена је у Паризу заједно са својим оцем Хлодовехом I.
- Теудис, мачоноша бившег краља Теодорика Великог, наследио је Амалариха као нови владар Визигота.
- Краљ Кавад I, стар 82 године, умире после 43-годишње владавине. Хозроје I Ануширван, његов омиљени син, проглашен је наследником своје старије браће.
- Завршава се владавина Чанг Гуанг Ванга, владара Северног Веја. Гао Хуан, кинески генерал, почиње побуну и проглашава другог члана царског клана, Ан Динг Ванга, за цара.
- Анкан, стар 66 година, наследио је свог оца Кеитаија на месту 27. цара Јапана.
- Анвон постаје владар корејског краљевства Гогурјео.